# Ridolini esattore
Ridolini esattore (The Rent Collector) è un cortometraggio muto del 1921 con Larry Semon e Oliver Hardy. Negli anni trenta il film verrà reso sonoro col doppiaggio di Tino Scotti.

## Trama

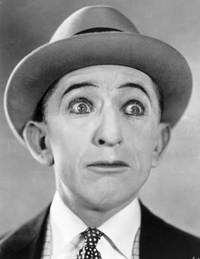
Larry Semon nel ruolo di Ridolini

Un esattore di un quartiere malfamato viene brutalmente malmenato da Ollio, il grosso capo dei poveracci, e spedito via a calci. Proprio in quelle vicinanze il buffo Ridolini, dopo aver involontariamente fatto cadere una signora in una pozza d'acqua ed inseguito quindi dalla polizia, giunge a bordo di una bici semidistrutta. L'ipotecario fuori di sé giunge all'ufficio per licenziarsi e così il direttore assume Ridolini come nuovo esattore. Però il lavoro si rivelerà molto difficile perché il boss Ollio gestisce tutti i traffici e le ruberie del quartiere e con la sua grossa mole mette paura a tutti. Inizialmente lo stolto Ridolini aiuta dei ragazzini a rubare una zucca da una finestra che però finisce in testa ad Ollio e poi litiga con la padrona del condominio principale, scaraventando tutti i mobili dalla porta. Ollio lo minaccia di rimettere tutto a posto ma Ridolini lo affronta tirandogli in testa un armadio e poi scappa, inseguito dalla banda. Successivamente Ollio, catturato il clown e messolo al piano superiore della missione, decide di agguantare una bella ragazza che possiede una notevole somma nel portafogli e la spedisce dentro, per poi andare a farsi fare la barba. Ridolini con la ragazza provoca il grasso sorvegliante che si fionda verso di lui, ma correndo esce fuori dal balcone e urta la grassa donna complice di Ollio che sfonda la balaustra per finire in una pozza di catrame. Questo scorre nella grata e finisce in faccia ad Ollio che si trovava nell'ufficio del barbiere del sottosuolo. Mentre egli litiga col barbiere, Ridolini è impegnato a tenere a bada il grosso rivale che cerca di portarsi via la ragazza. Seguirà una rocambolesca fuga e una corsa su un'auto che terminerà con una caduta in un dirupo. Ridolini e la ragazza escono fuori dall'auto sani e salvi ma alquanto intontiti.

## Produzione
Il film fu prodotto dalla Larry Semon Productions per la Vitagraph Company of America.

## Distribuzione
Distribuito dalla Vitagraph Company of America, il film - un cortometraggio in due bobine - uscì nelle sale cinematografiche statunitensi il 23 maggio 1921.
Una copia della pellicola venne ritrovata negli anni novanta.